# Cymbilabia sourioudongii
Cymbilabia sourioudongii — вид рослин із родини зозулинцевих (Orchidaceae), що зростає в Лаосі.

## Біоморфологічна характеристика
Помірно розгалужена, літофітна або епіфітна орхідея. Стебла від висхідних до прямовисних, міцні, напівдерев'янисті, 30–120 см завдовжки, 8–15 мм у діаметрі, міжвузля 1–2 см завдовжки, облиствені тільки до верхівки, нижня частина без листя. Листкові піхви 1–3 см, темно-коричневі, з фіолетовими плямами, блідо-зелені до верхівки. Листки сидячі, сукулентні, від вузько-еліптично-довгастої до ланцетної форми, 2–3.7 × 0.8–1.7 см, на верхівці нерівномірно дволопатеві з чітко вираженим дрібним ≈ 1 мм вістрячком. Суцвіття — бічний колос, що виходить з дистальних пазух листків, жорсткий, 15–22 см завдовжки, 1–4(5)-квітковий; квітконіжки 8–13 см завдовжки, 1.5–2.2 мм в діаметрі, червонувато-коричневі, рожевіють до верхівки. Квітки широко розкриваються, 2.5–3 см в діаметрі; чашолистки і пелюстки блискучі, біло-рожевуваті з пурпурно-рожевими плямами всередині, майже білі з пурпурними плямами зовні. Період цвітіння: липень — вересень.

## Середовище проживання
Вид поки-що відомий з типової місцевості в національній заповідній зоні Phou Khao Khouay в провінції Болікхамсай центральний Лаос.
Зростає на невеликих деревах і валунах на повному сонці в змішаних напівлистопадних широколистяних і хвойних лісах на висоті ≈ 1100 метрів.

## Етимологія
Вид названий на честь д-ра Суріудонга Сундари (Sourioudong Sundara), віце-міністра освіти і спорту Лаоської НДР, який є досвідченим науковим дослідником Лаоської НДР.